# Общество с ограниченной ответственностью (США)
Limited liability company (LLC) — специфическая для США форма частного общества с ограниченной ответственностью. Это прозрачная в финансовом отношении организация, сочетающая в себе партнерство (товарищество) и общество с ограниченной ответственностью (ООО).
LLC в США — гибридное юридическое лицо, которое имеет определённые[какие?] характеристики корпорации, ООО и индивидуального предпринимателя. Основной характеристикой, которую LLC разделяет с корпорацией, является ограниченная ответственность, а основной схожестью с ООО является наличие налога на прибыль[уточнить]. Как субъект хозяйствования, LLC, благодаря гибкости, хорошо подходит для компаний с одним владельцем.

## История
Первым штатом, который принял закон, утверждающий LLC, был Вайоминг, в 1977 году. Форма не стала сразу популярной, отчасти из-за неопределённости налогового режима Налоговым управлением США (IRS). После постановления IRS в 1988 году о том, что LLC из штата Вайоминг можно облагать налогом как товарищества, другие штаты тоже начали принимать уставы LLC.
К 1996 году все 50 штатов имели уставы LLC.

## Налогообложение
Право собственности в LLC устанавливается на основании операционного соглашения. У LLC нет акционеров или совета директоров, только участники, которым принадлежит определённый процент компании.
Прибыль LLC направляется непосредственно её владельцам, которые затем сообщают свою долю в индивидуальных налоговых декларациях.
LLC хорошо известны гибкостью, которую они предоставляют владельцам бизнеса.
LLC по законодательству США не является корпорацией. Это юридическая форма компании, которая предоставляет своим владельцам ограниченную ответственность во многих юрисдикциях.
LLC являются прозрачными с точки зрения налогообложения организациями — это означает, что они все же платят налоги, но на практике все зависит от того, в каком штате открыта компания, и где являются налоговыми резидентами её участники. Например, LLC учрежденная в Делавэре, не должна платить в США налог на прибыль, если её участники не являются гражданами США, а компания не ведет деятельность на территории США.
В зависимости от ситуации, LLC может выбрать использование правил корпоративного налогообложения вместо того, чтобы рассматриваться как товарищество, и при определённых обстоятельствах LLC могут быть организованы как некоммерческие.
В некоторых штатах США (например, в Техасе) предприятиям, оказывающим профессиональные услуги, требующие государственной профессиональной лицензии, как, например, юридические или медицинские услуги, может быть отказано в создании LLC, поэтому используют другую форму организации, которая называется профессиональной компанией с ограниченной ответственностью (PLLC).